# Compulsión
El término compulsión se usa en psicoanálisis para definir a un sujeto aparentemente sano que presenta una conducta adictiva u obsesiva e irresistible ante una determinada situación subyugante.

## Compulsión por aficiones
Ciertas personas con aficiones o hobbies de diversa índole, o aquellas atraídas por el coleccionismo, pueden ser afectadas por la compulsión a adquirir en demasía una determinada pieza de colección o varias piezas dentro del mismo género de hobbies. Como ejemplo: En las personas que arman maquetas es común que se vean afectadas en algún momento por la compulsión de almacenar obsesivamente cientos de cajas de armables más allá de sus capacidades de ejecutarlas.

## Compulsión asociada a las drogodepedencias
Se refiere a la falta de control en la ingesta de la sustancia, su búsqueda compulsiva y su uso continuado a pesar de los efectos adversos en la vida de los sujetos.

## Compulsión por las compras
Determinadas personas ante las compras en que no pueden resistir el adquirir un bien que no le es estrictamente necesario; si no que se ven compelidas al acto de compra ante una oferta tentadora o determinadas características del bien.
Muchos supermercados y grandes tiendas mediante música subliminal especialmente creada o un locutor intentan buscar más ventas gatillando la compulsión por las compras en este grupo de personas que padecen de compulsión obsesiva. Las agencias de propaganda comercial también desarrollan eslóganes o videoclips que estimulan en el subconsciente colectivo la necesidad de adquirir tal o cual bien aunque sea de inferior necesidad.

## Compulsión por la comida
La compulsión por la comida es otra forma muy común de manifestar este trastorno, personas que no pueden resistir darse un festín en cada episodio ante determinados alimentos son personas que tienen una angustia cotidiana del diario vivir o bien, se manifiesta en episodios críticos de presión externa que gatillan la angustia.

## Perfil del sujeto compulsivo
Algunos estudios admiten que este síndrome de compulsión es un trastorno psicológico que afecta a personas con perfiles clínicos tales como padecer algún tipo de angustia reprimida o situaciones agobiantes, personas dadas a tener un mundo lúdico o sentirse poco estimuladas cotidianamente y que buscan un escape a esta situación autoestimulándose con la adicción al objeto de sus deseos.